# Phyllophaga okeechobea
Phyllophaga okeechobea är en skalbaggsart som beskrevs av Robinson 1948. Phyllophaga okeechobea ingår i släktet Phyllophaga och familjen Melolonthidae. Inga underarter finns listade i Catalogue of Life.